# Tarasivka, Tulciîn
Tarasivka (în ucraineană Тарасівка) este o comună în raionul Tulciîn, regiunea Vinnița, Ucraina, formată numai din satul de reședință.

## Demografie
Componența lingvistică a satului Tarasivka
     Ucraineană (97,34%)
     Rusă (2,31%)
     Alte limbi (0,12%)
Conform recensământului din 2001, majoritatea populației satului Tarasivka era vorbitoare de ucraineană (97,34%), existând în minoritate și vorbitori de rusă (2,31%).